# José María de Goizueta
José María de Goizueta (1816-1884) fue un escritor y crítico musical español.

## Biografía
Nacido el 15 de octubre de 1816 en San Sebastián, en su juventud colaboró en periódicos literarios vascos. Otra fuente le hace «guipuzcoano, natural de las cercanías de la villa navarra fronteriza de que procedía su apellido». Trasladado luego a Madrid, se hizo notar por sus revistas musicales publicadas en La Época y por su participación en la redacción de El Padre Cobos (1854-1856). La cabeza de fraile que figuraba en la cabecera de este último periódico habría sido, según Ossorio y Bernard, el retrato de Goizueta. Falleció el 10 de noviembre de 1884 en Madrid. Entre sus publicaciones se encontraron unas Leyendas vascongadas (1851), inscritas en una corriente decimonónica de literatura regionalista vasca, y la novela Aventuras de Damián el monaguillo, ambientada en la guerra de la Independencia.